# Tarte aux pommes
Cet article porte sur la pâtisserie. Pour le recueil de poèmes, voir Pierre Gamarra
Pour l’article ayant un titre homophone, voir Tartopum.
La tarte aux pommes est un type de tarte sucrée, faite d'une pâte feuilletée ou brisée garnie de pommes émincées. Cette tarte peut être consommée chaude, tiède ou froide.

## Composition
La tarte peut être faite avec toutes sortes de variétés de pomme pourvu qu'elles soient acidulées. Éventuellement épluchées, elles sont coupées en morceaux ou préparées en compote. La tarte est garnie soit de pommes (parfois agrémentée d'une pointe de cannelle), soit de compote de pommes. Si elle est complétée par du flan et sans compote, elle sera dite « tarte à l'alsacienne ». Elle peut être parfumée à la noix de muscade ou à la cannelle et servie avec une boule de glace à la vanille, de la crème fraîche, voire accompagnée d'une tranche de cheddar aux États-Unis. Les ingrédients principaux sont : la pâte (farine de blé, sucre, beurre) et, surtout, les pommes.
Les variétés de pommes adaptées à la confection de compote (pouvant garnir la tarte aux pommes) sont la reine des Reinettes, la Canada, la Bookshop, la Cabusse ou la Cargalou.
Les variétés de pommes adaptées à la confection de tartes aux pommes sont la royal gala, gala, fuji ou granny smith.

## Variantes
- Une variante de la tarte aux pommes est la tarte Tatin où les pommes sont caramélisées et la pâte cuite au-dessus de ces dernières.
- Une autre variante est la tarte normande, qui est une tarte aux pommes dont la garniture est composée de farine, d'œufs, de crème, de sucre et d'un peu de calvados.
- Il existe aussi le « grillé aux pommes » qui est une tarte  avec un croisillon de pâte sur le dessus.

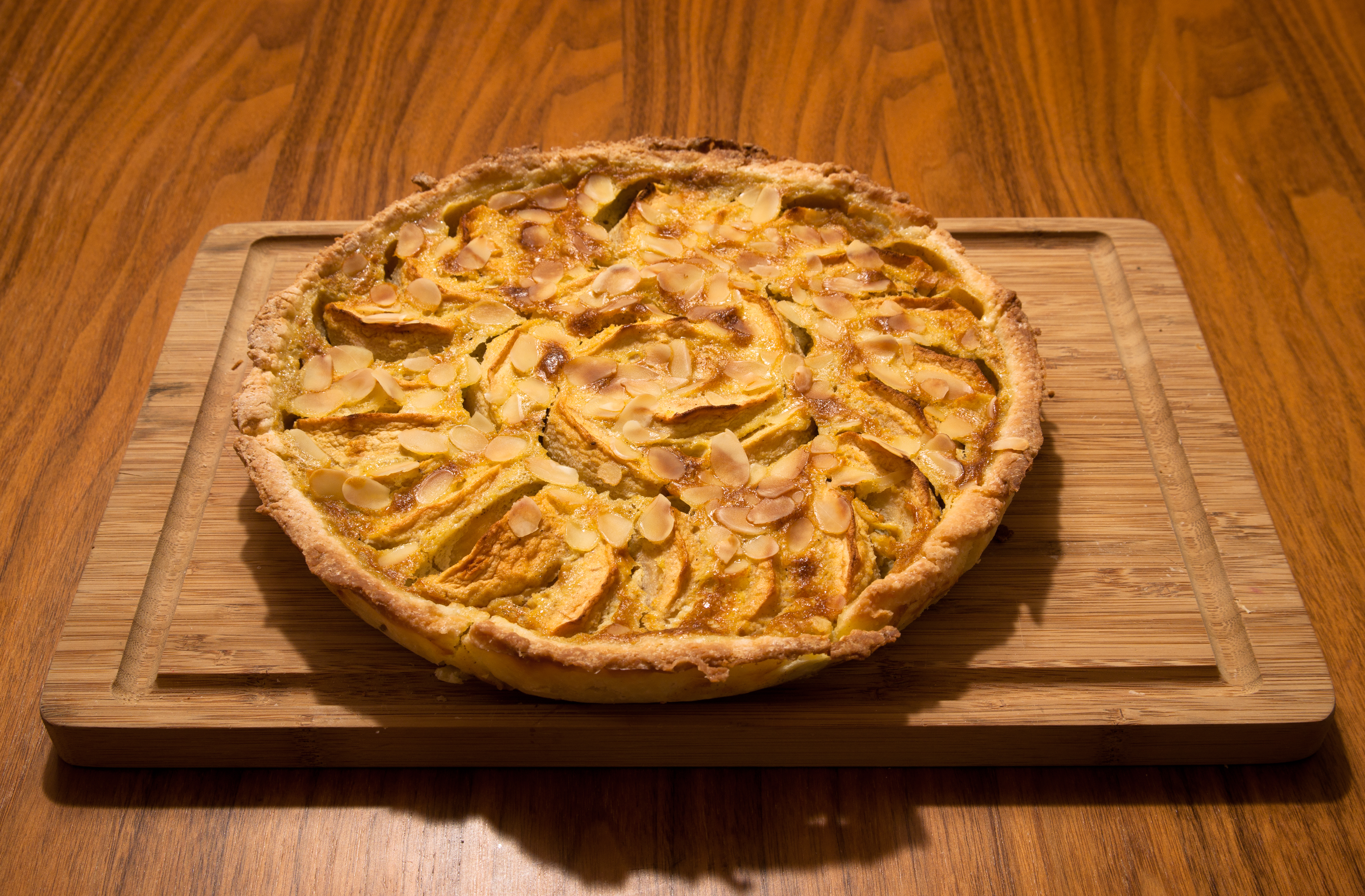
Tarte normande au calvados.
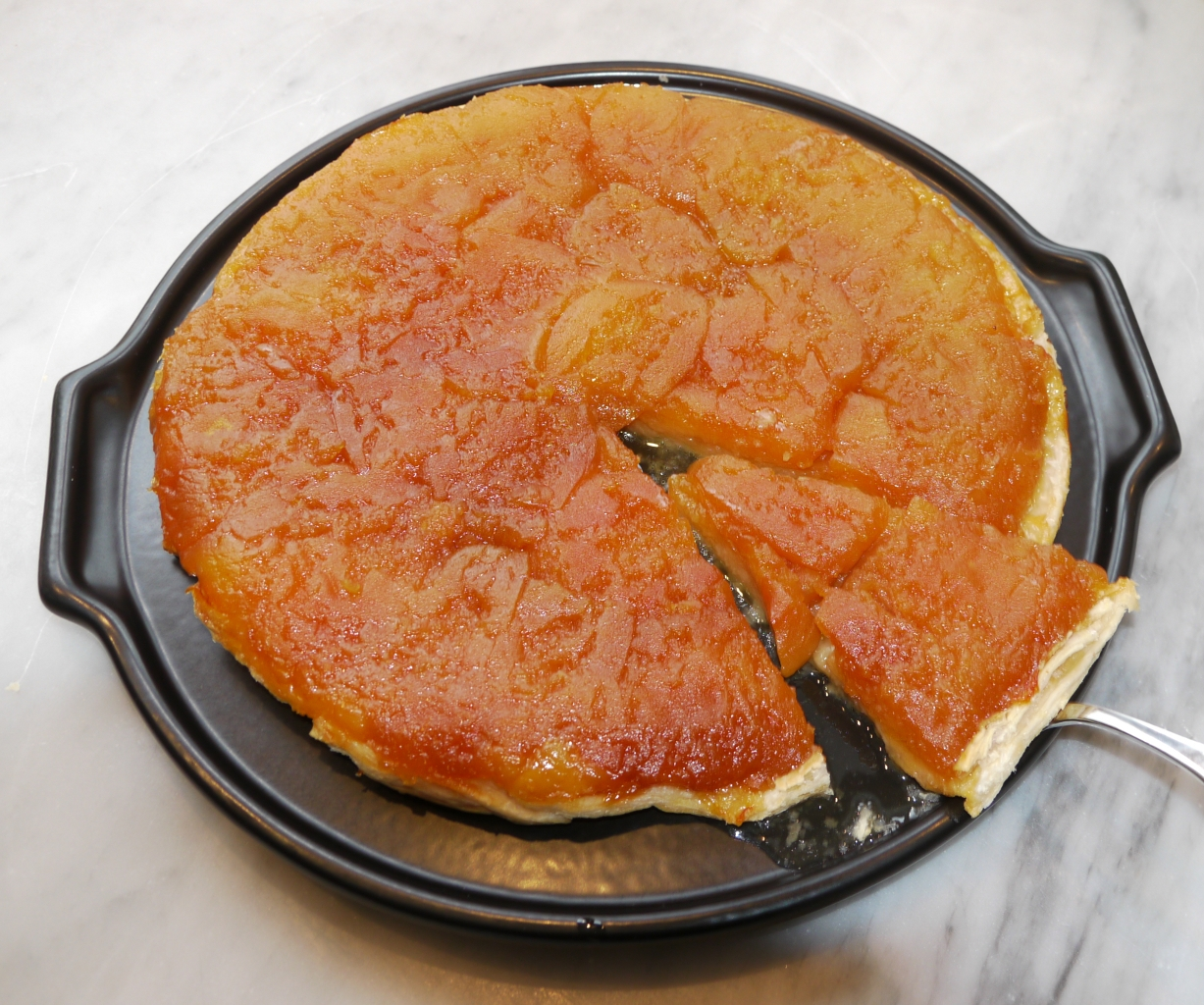
Tarte Tatin.
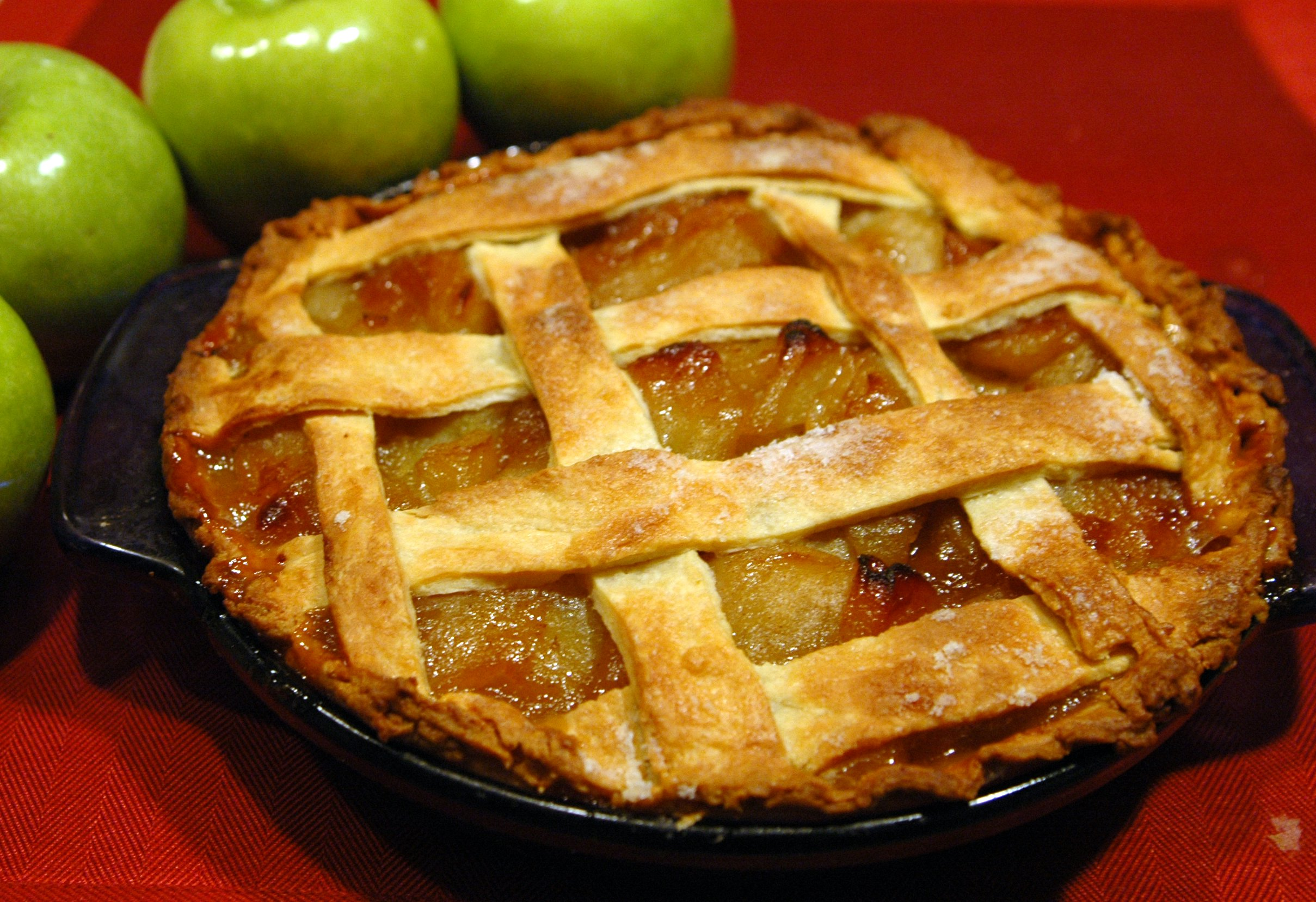
Tarte aux pommes américaine.
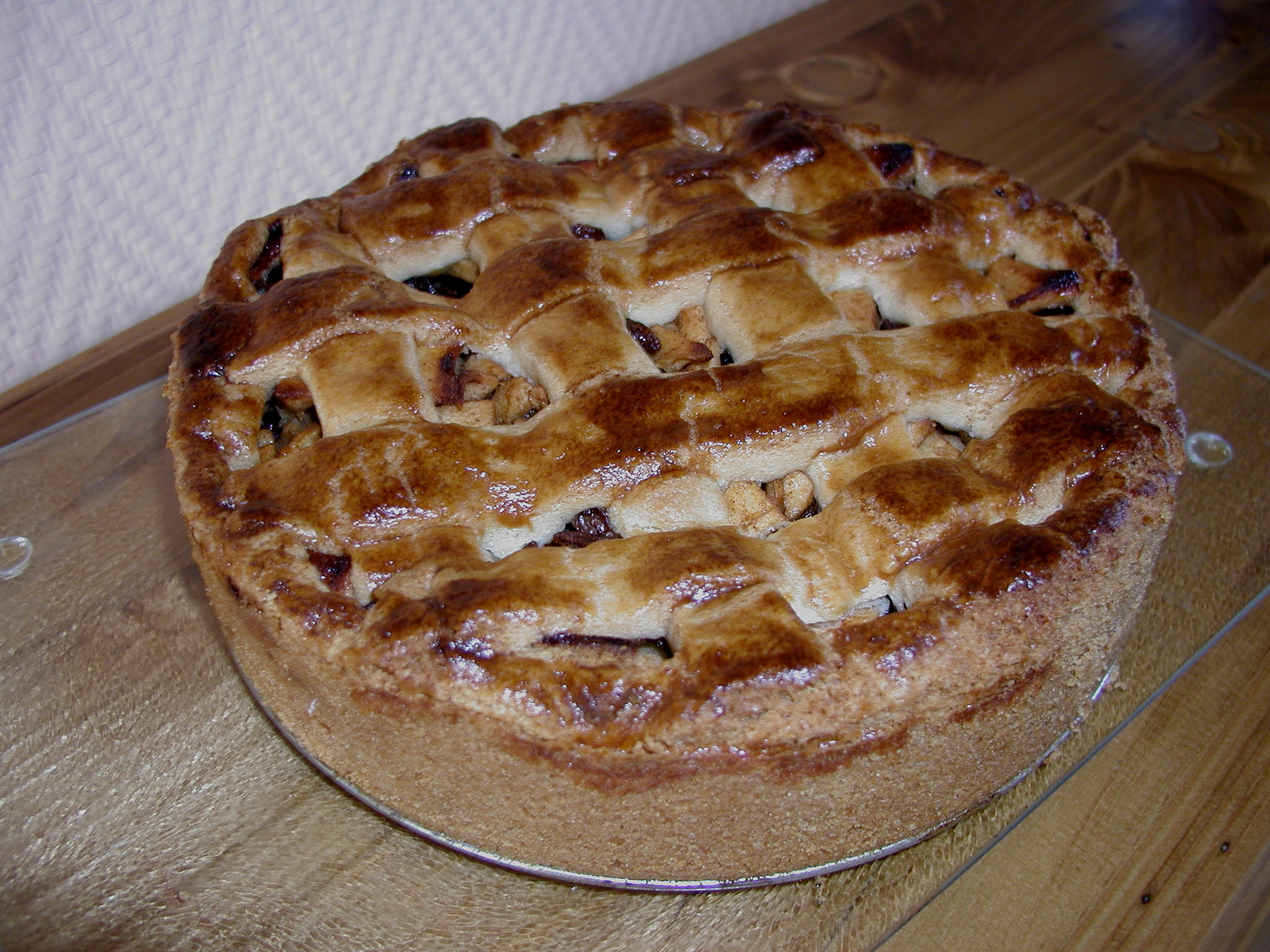
Tarte aux pommes néerlandaise.